# Anaphorik

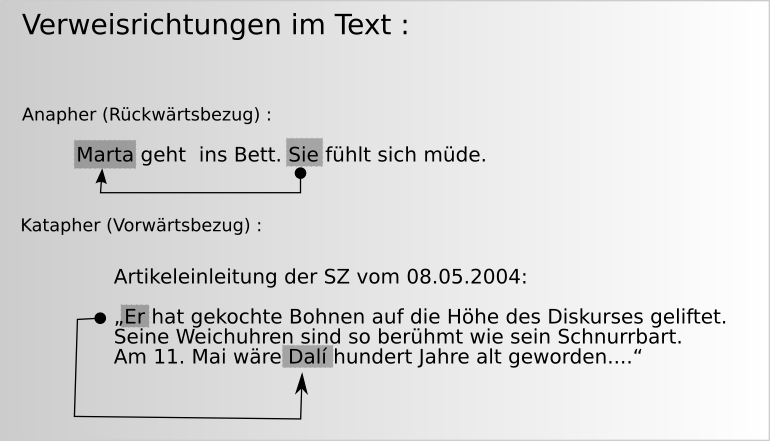
Verweisrichtungen innerhalb eines Textes. Die Anaphorik als ein Rückwärtsverweis und die Kataphorik als ein Vorwärtsverweis.

Anaphorik (vgl. griech. ἀναφέρειν, anapherein, „herauftragen“, auch „auf etw. beziehen“) bezeichnet den Verweis eines Satzteiles auf einen anderen, vor ihm stehenden Satzteil; man sagt auch, der Satzteil baue eine anaphorische Verbindung zu einem anderen Satzteil auf.
Hier liegt auch die Unterschiedlichkeit beider Begriffe aus den jeweiligen Bereichen von Rhetorik und Linguistik begründet. In der Rhetorik handelt es sich um eine Wiederholung von Wörtern oder Wortgruppen am Anfang von Sätzen oder Versen. In der Linguistik hingegen um einen Vergleich aus einer Wiederaufnahme einer früheren Textstelle (Rückverweis). In dem Beispiel: „Peter ist krank. Er liegt im Bett. Er fühlt sich nicht wohl.“ ist „er“ eine Anapher im linguistischen Sinne. In der Satzfolge: „Wer hätte gedacht, dass sie Anna heißt. Wer hätte gedacht, dass Anna so ein gutes Zeugnis hat.“ ist „Wer hätte gedacht“ eine Anapher im rhetorischen Sinne.
Der vordere Satzteil wird Antezedens genannt, der hintere Satzteil Anapher. Satzteil ist hier ein einzelnes Wort oder ein Satzglied. Man nennt eine anaphorische Verbindung direkt, wenn sie durch bloße Anwendung grammatischer Regeln verstanden werden kann. Eine indirekte anaphorische Verbindung („Bridging“) hingegen setzt zusätzliches Wissen voraus. Stehen Antezedens und Anapher im selben Satz, so spricht man von intrasententialer Anaphorik, stehen sie in verschiedenen Sätzen, von intersententialer Anaphorik.
Die Anaphorik (Rückwärtsverweis) ist ähnlich der Kataphorik (Vorwärtsverweis), bei der ein Satzteil mit einem späteren statt einem früheren Satzteil verbunden ist. Beide Formen werden von der Sprachwissenschaft und der Computerlinguistik erforscht.
Definition: Ein Satzteil α ist genau dann anaphorisch zu einem Satzteil β, wenn β Antezedens von α ist und α in seiner Interpretation von β abhängig ist.

## Anapher und Deixis
Anaphern unterscheiden sich von deiktischen Elementen dadurch, dass ihre Bezugselemente im Text, also innersprachlich oder endophorisch, zu suchen sind, während sie bei einer Deixis außersprachlich oder exophorisch zu suchen sind (siehe auch: Deixis vs. Anapher). So haben die erste und zweite Person von Personalpronomen (ich, du, wir, ihr) eine deiktische Funktion, indem sie auf den/die Sprecher bzw. dessen/deren Adressaten verweisen, wohingegen die dritte Person (er, sie, es) für gewöhnlich eine anaphorische Funktion erfüllt, indem sie eine bestehende Orientierung auf eine Person oder ein Ding fortführt.

## Direkte anaphorische Verbindungen
Direkte anaphorische Verweise sind meist offensichtlich und können über die Grammatik des Textes aufgelöst werden. Man identifiziert die Art der direkten Anaphorik durch die Art der Anapher. Die wichtigsten Beispiele sind:
- Pronomen: Pronomen stehen als Stellvertreter für andere Wörter.

```
Personalpronomen:     
 
Hans
 geht heute essen. 
Er
 mag besonders Pizza.

Possessivpronomen:    
 
Peter
 hat Geburtstag und 
seine
 Mutter hat ihm dazu einen Kuchen gebacken.

Reflexivpronomen:     
 
Ich
 habe 
mir
 ein Auto gekauft.

Demonstrativpronomen: 
 Lisa hat 
Gabi
 eingeladen, doch 
diese
 kam nicht.

Relativpronomen:      
 Das ist 
der Satz
, 
den
 ich meinte.
 / 
 Sie gingen 
Skilaufen
, 
was
 Sabine gar nicht mochte.

Interrogativpronomen: 
 Der's getan hat, ist ein Lump! – 
Wer
 hat's denn getan?

Indefinitpronomen:    
 
Die Studenten
 gehen in die Mensa. 
Einer
 isst Kuchen.
```

- Nominalphrasen: Eine Nominalphrase umfasst ein Nomen und alle direkt dazugehörenden weiteren Satzteile.

```
Eigennamen:         
 
Hans Meier
 geht heute essen. 
Herr Meier
 mag besonders Pizza.

...
```

- Proformen:

```
für Adverbien:      
 Hans fliegt nach 
Mallorca
. Er will 
dort
 Urlaub machen.

...
```

- Nullanaphern

## Indirekte anaphorische Verbindungen (Bridging)
Indirekte Anaphorik ist eine subtile Methode, zwei Satzteile inhaltlich miteinander zu verknüpfen. Das Verständnis einer solchen Verbindung setzt eine sogenannte Brückenannahme voraus. Von dem Begriff „Brückenannahme“ leitet sich die Bezeichnung Bridging (engl. „Brücken schlagen“) ab, die synonym zu „indirekte anaphorische Verbindung“ verwendet wird.

### Ursprung und Funktion der Brückenannahme
```
A. 
 Der Motor ist kaputt. 
Der Keilriemen
 ist gerissen.
```

Hier liefert der zweite Satz die Begründung für den ersten. Genauso gut könnte man sagen: „Der Motor ist kaputt, weil der Keilriemen gerissen ist“. Doch woher weiß der Leser das? Obwohl der Satz
```
B. 
 Der Motor ist kaputt. Der Schnürsenkel ist gerissen.
```

grammatisch völlig gleich aufgebaut ist, würde kein Leser davon ausgehen, dass gemeint ist: „Der Motor ist kaputt, weil der Schnürsenkel gerissen ist“. Bei A. liegt also eine Verbindung zwischen den Sätzen vor, die mit Grammatik nicht erfassbar ist. Diese Beziehung wird durch die Anapher „der Keilriemen“ und das Antezedens „der Motor“ aufgebaut. Um sie zu verstehen, muss der Leser aber zusätzlich die folgende Brückenannahme machen: „der Keilriemen ist ein wichtiger Teil des Motors“.
Es handelt sich hier tatsächlich um eine Annahme im Sinne von Hypothese: Der Leser muss keineswegs wissen, dass ein Motor einen Keilriemen hat, zum Verständnis der Anaphorik genügt die bloße Vermutung.

### Formen des Bridging
Man kann indirekte anaphorische Verbindungen nach zwei Merkmalen klassifizieren:
1. Wie wird die Verbindung hergestellt?
2. Welche Art von Verbindung wird hergestellt?

Die erste Frage wird verwendet, um verschiedene Formen des Bridging zu unterscheiden:
- Schematisch:

```
Das Restaurant ist leer. Die Kellnerin hat nichts zu tun.
```

Der erste Satz liefert die Begründung für den zweiten. Die Brückenannahme ist „die Kellnerin arbeitet in dem Restaurant“; diese Annahme ist Teil eines Schemas, das zum Allgemeinwissen gehört: „In einem Restaurant arbeiten KellnerInnen“. Der erste Satz öffnet also ein Schema (hier: „Restaurant“), aus dem sich der zweite Satz bedient (hier durch Auswahl einer Kellnerin).
- Semantisch:

```
Der Motor ist kaputt. Der Keilriemen ist gerissen.
```

Semantische (bedeutungsgemäße) Beziehungen sind schematischen Beziehungen sehr ähnlich; der Unterschied besteht darin, dass Schemata aus Erlebnissen und Erfahrungen selbst erlebter Situationen bestehen, während semantische Verknüpfungen wie Sachverständnis nicht durch eigenes Erleben erworben werden.
- Diskursbasiert:

```
Hans findet Marthas Abendessen scheußlich, aber anstandshalber hat er zumindest das Fleisch probiert.
```

Viele indirekte anaphorische Beziehungen werden durch die Formulierung des Textes nahegelegt. Hier erscheint die Brückenannahme „das Fleisch ist ein Teil des Abendessens“ offensichtlich, sie ist aber dennoch nicht aus der grammatischen Struktur des Satzes ableitbar. Zum Vergleich: Ein Satz mit gleicher grammatischer Struktur ohne Anaphorik würde lauten:
```
Hans findet Marthas Abendessen scheußlich, aber anstandshalber hat er zumindest eine Entschuldigung vorgebracht.
```

Ein vergleichbarer Satz mit direkter anaphorische Verbindung würde lauten:
```
Hans findet Marthas Abendessen scheußlich, aber anstandshalber hat er es zumindest probiert.
```

Die zweite Frage, nach der Art der hergestellten Verbindung, wird im Zusammenhang mit Diskursrelationen untersucht und gehört nicht direkt zu den Fragestellungen des Bridgings. Man unterscheidet hier z. B. kausale Beziehungen – der zweite Satz begründet den ersten – oder elaborative Beziehungen – der zweite Satz erläutert den ersten näher.

### Zweck der Forschung
Die Sprachwissenschaft interessiert sich hauptsächlich für theoretische Fragestellungen wie: Welche Zusammenhänge bestehen zwischen Grammatik und Bridging? Welche Formen von Bridging gibt es? Von praktischer Bedeutung ist vor allem das Interesse der Computerlinguistik: Wie kann ich einem Computer Bridging beibringen? Wie kann Bridging einem Computer helfen, natürliche Sprache zu verstehen?